# Муратпаша
Муратпаша (тур. Muratpaşa) — район у провінції Анталія (Туреччина), в даний час — частина міста Анталія.
Район має берегову лінію 20 км
У цьому районі також знаходиться головний Аеропорт Анталії.
| Туреччина | Це незавершена стаття з географії Туреччини. Ви можете допомогти проєкту, виправивши або дописавши її. |